# 祇園甲部
祇園甲部位于日本京都市東山区，是京都最大的花街，京都五花街之一（祇園甲部、祇園東、上七軒、先斗町、宮川町）。江戸末期，曾拥有500茶屋，艺妓、舞妓、娼妓1000人以上，现在不足30人。

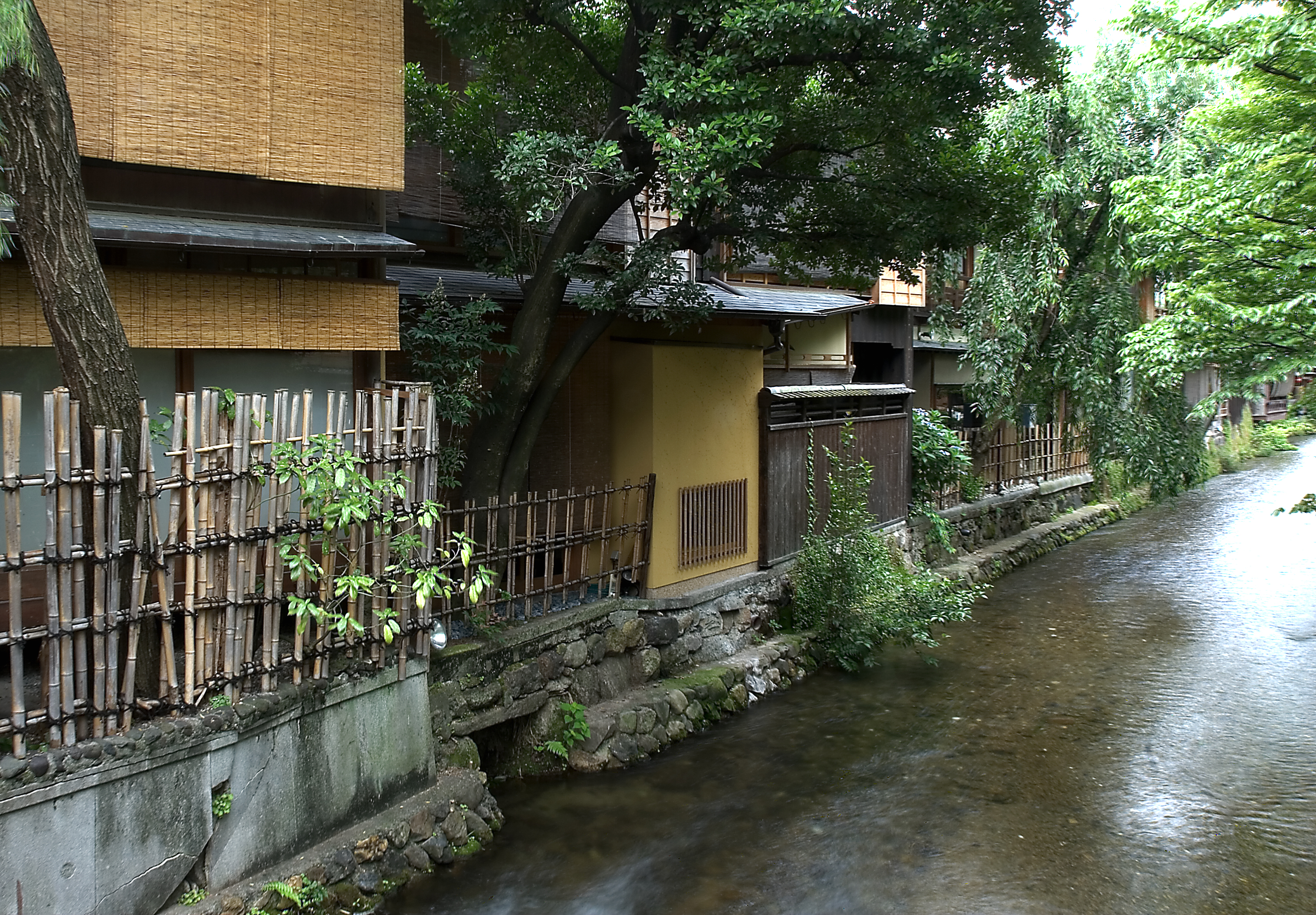
新橋地区、白川沿南側的茶屋

新橋地区于1976年被列为重要傳統的建造物群保存地區。

## 主要行事
- 始業式
- 大石忌
- 五花街合同公演
- 祇園祭
- 八朔 8月1日
- 温習会 10月1日 - 10月7日
- 顔見世総見